# Liga Portuguesa de Futebol Americano
Liga Portuguesa de Futebol Americano (LPFA) ist die Liga für American Football in Portugal. Gegründet wurde sie 2009 und wird seitdem vom portugiesischen Verband Associação Portuguesa de Futebol Americano (APFA) ausgerichtet. Rekordtitelträger sind die Navigators aus Lissabon, die in den ersten sechs Jahren den Titel gewannen.

## Teams 2025
- Braga Warriors
- Cascais Crusaders
- Lisboa Devils
- Lisboa Bulldogs
- Salgueiros Renegades
- Lisboa Navigators
- Maia Mutts (bis 2021 Porto Mutts[1])

## Finalspiele
| Nummer | Datum                                  | Meister                                | Ergebnis                               | Vizemeister                            | Austragungsort                                                       |
| ------ | -------------------------------------- | -------------------------------------- | -------------------------------------- | -------------------------------------- | -------------------------------------------------------------------- |
| I      | 22. Mai 2010                           | Lisboa Navigators                      | 45:26                                  | Paredes Lumberjacks                    | Lissabon                                                             |
| II     | 28. Mai 2011                           | Lisboa Navigators                      | 38:27                                  | Paredes Lumberjacks                    | Lissabon                                                             |
| III    | 26. Mai 2012                           | Lisboa Navigators                      | 25:70                                  | Maximinos Warriors                     | Braga                                                                |
| IV     | 18. Mai 2013                           | Lisboa Navigators                      | 20:12                                  | Porto Mutts                            | Lissabon                                                             |
| V      | 31. Mai 2014                           | Lisboa Navigators                      | 34:70                                  | Maximinos Warriors                     | Abrantes                                                             |
| VI     | 6. Juni 2015                           | Lisboa Navigators                      | 32:13                                  | Cascais Crusaders                      | Coimbra                                                              |
| VII    | 30. April 2016                         | Lisboa Devils                          | 28:26                                  | Algarve Sharks                         | Maia                                                                 |
| VIII   | 8. April 2017                          | Lisboa Devils                          | 40:35                                  | Maia Renegades                         | Évora                                                                |
| IX     | 28. April 2018                         | Portuscale Dragons                     | 6:0                                    | Porto Mutts                            | Torres Vedras                                                        |
| X      | 25. Mai 2019                           | Lisboa Devils                          | 23:60                                  | Porto Mutts                            | Estádio Municipal, Mafra                                             |
| XI     | Abbruch aufgrund der COVID-19-Pandemie | Abbruch aufgrund der COVID-19-Pandemie | Abbruch aufgrund der COVID-19-Pandemie | Abbruch aufgrund der COVID-19-Pandemie | Abbruch aufgrund der COVID-19-Pandemie                               |
| XII    | 28. Mai 2022                           | Cascais Crusaders                      | 36:20                                  | Lisboa Devils                          | Estádio Municipal, Oleiros                                           |
| XIII   | 17. Juni 2023                          | Cascais Crusaders                      | 27:21                                  | Lisboa Devils                          | Estádio Municipal José Bento Pessoa, Figueira da Foz                 |
| XIV    | 23. Juni 2024                          | Lisboa Devils                          | 28:27                                  | Lisboa Navigators                      |                                                                      |
| XV     | 11. Mai 2025                           | Lisboa Devils                          | 31:15                                  | Cascais Crusaders                      | Complexo Desportivo Municipal São João de Brito, Alvalade (Lissabon) |

## LPFA-Sieger
| Anzahl Titel | Team               | Jahre                        |
| ------------ | ------------------ | ---------------------------- |
| 6            | Lisboa Navigators  | 2010–2015                    |
| 5            | Lisboa Devils      | 2016, 2017, 2019, 2024, 2025 |
| 2            | Cascais Crusaders  | 2022, 2023                   |
| 1            | Portuscale Dragons | 2018                         |